# Sporting Lissabon
Sporting Clube de Portugal, oft nur als Sporting CP, im deutschsprachigen Raum als Sporting Lissabon bekannt und in Listen häufig als SCP aufgeführt, ist ein 1906 gegründeter Sportverein aus der portugiesischen Hauptstadt Lissabon. Nach dem Wappentier wird auf den Verein auch oft mit Löwen (portugiesisch Leões) Bezug genommen. Die Vereinsfarben sind Grün und Weiß.
Im Verein werden die Sportarten Fußball, Handball, Judo, Schwimmen, Rollhockey, Tauchen, Leichtathletik, Fechten, Basketball, Radsport und Volleyball angeboten; in den 1950er und 1960er Jahren gab es einen eigenen Rallye- und Motorrad-Rennstall. Sporting ist nach dem FC Barcelona – bezogen auf gewonnene Titel und Pokale aller Sportarten, an denen der Klub teilnimmt – die erfolgreichste Sportmannschaft in Europa. Der Klub besitzt mit der seit 1921 herausgegebenen wöchentlichen Sporting die älteste Sportvereinszeitung Europas.

## Geschichte
Der Verein ging aus einer Initiative einer Personengruppe hervor, die ursprünglich 1902 den Klub Sport Club de Belas und 1904 den Campo Grande Sporting Club gründeten. 1906 schlossen sich diese Vereine offiziell unter dem Namen Sporting Clube de Portugal zusammen. Das erste Fußballspiel von Sporting war am 3. Februar 1907 gegen Cruz Negra und ging mit 1:5 verloren. Im ersten Duell mit dem künftigen Dauerrivalen Sport Lisboa, einem Vorgängerverein von Benfica, gelang ein 2:1-Sieg. In der Saison 1907/1908 wurde der Verein regionaler Vizemeister. 1910, im Jahr als José Alvalade Vereinspräsident wurde, holte Sporting den Meistertitel im Tennis, Stabhochsprung, Kugelstoßen und Weitsprung.
Der Verein gewann 1912 und 1915 die Lissabon-Meisterschaft im Fußball und den portugiesischen Supercup „Cândido de Oliveira“ mit einem 3:1-Sieg über SL Benfica. In der Sportart Radfahren gewann der Verein 1912 das Prestigerennen Lisboa-Porto, erreichte den dritten Platz bei der Tour de France und den zweiten Platz bei der Spanienrundfahrt.
In der Ära ab 1920 gewann Sporting im Fußball seine erste Portugiesische Meisterschaft in einem Finale gegen den Verein Académica Coimbra.
Im Jahr 1922 wurde die Rugby-Abteilung eröffnet. Im Jahr 1926 wurden die grün-weiß gestreiften Trikots zum ersten Mal getragen. Nach einem Sieg gegen den Rivalen Benfica 1928, bei dem die Spieler die Trikots in der Halbzeit gegen die neuen gestreiften Trikots wechselten, avancierten letztere endgültig zu den offiziellen Trikots des Vereins. Grün-weiß geteilte Trikots, die ab 1908 benutzt wurden, werden noch als Gala- bzw. Auswärts-Trikots benutzt.
Mit den grün-weiß-gestreiften Trikots gewann der SCP in den 1940er- und 1950er-Jahren 18 Fußball-Meistertitel und vier Pokalsiege. José Travassos von Sporting war 1955 der erste Spieler Portugals, der in eine Europaauswahl berufen wurde und gegen die Auswahl Großbritanniens in Belfast auflief. Am 10. Juni 1956 wurde das Estádio José Alvalade in der Freguesia Lumiar eingeweiht. 1956 und 1957 gewann der Läufer Manuel Faria den an Silvester stattfindenden Corrida Internacional de São Silvestre in São Paulo. 1964 gelang dem Verein im Fußball der größte bisherige Erfolg mit dem Gewinn des Europapokal der Pokalsieger gegen den ungarischen Verein MTK Budapest. Nach einem 3:3 im Brüsseler Heysel-Stadion musste ein Wiederholungsspiel angesetzt werden. Der SCP gewann dies im Bosuilstadion von Antwerpen durch einen von João Morais direkt verwandelten Eckstoß nach 20 Minuten mit 1:0. Auf dem Weg ins Finale erzielte SCP mit 16:1 gegen APOEL Nikosia aus Zypern den bis heute höchsten Sieg in einem Europacup-Spiel und gewann nach einer 1:4 Hinspiel-Niederlage gegen Manchester United zu Hause noch mit 5:0. Im Halbfinale war nach Ergebnissen von 1:1 und 0:0 auch gegen Olympique Lyon ein Entscheidungsspiel notwendig, dieses endete im Stadium Metropolitano mit 1:0 für Sporting. 1971 verpflichtete der Verein den argentinischen Fußballspieler Héctor Yazalde vom Bonarenser Vorstadtklub CA Independiente. Bereits in der Saison 1973/74 erzielte Yazalde 46 Treffer in 30 Spielen und hält damit noch heute den europäischen Rekord an meisten Toren in einer Saison.
In der Leichtathletik ist der Verein mit 215 nationalen und 89 internationalen Titeln national wie international sehr erfolgreich. Carlos Lopes gewann 1984 bei den Olympischen Spielen in Los Angeles die Goldmedaille im Marathonlauf und war damit der erste portugiesische Olympiasieger.
Der beste Profi-Radfahrer Portugals Joaquim Agostinho gehörte ebenfalls zum Verein. Er nahm 13-mal an der Tour de France teil und belegte in den Jahren 1978 und 1979 den dritten Platz.
Im Rollhockey war Sporting eine Zeit lang der beste Verein der Welt und gewann 1977 den Europapokal der Landesmeister, in den Jahren 1981, 1985 und 1991 drei Europapokale der Pokalsieger und 1984 den CERS-Pokal.
Auch der erfolgreichste portugiesische Billardspieler Jorge Theriaga gehört zum Verein.
Der Verein gehört mit 106.625 Mitgliedern (Stand 23. Juli 2020) zu den mitgliederstärksten Sportvereinen der Welt.
Im 2004 errichteten Stadion José Alvalade fand ein Halbfinal-Spiel der EM 2004 statt und 2005 das – gegen ZSKA Moskau verloren gegangene – UEFA-Pokal-Finale.

## Vereinswappen
Das Vereinswappen von Sporting zeigte schon immer einen Löwen. Jedoch änderte sich das Logo im Laufe der Zeit einige Male.

1907–1913
1913–1930
1930–1945
1945–2001
Seit 2001

Jubiläumswappen
- 1956
50. Jubiläum
- 2006
100. Jubiläum

## Fußball
Die Fußballmannschaft von Sporting trägt ihre Heimspiele im Estádio José Alvalade aus, welches Platz für 50.095 Zuschauer bietet und eine der Spielstätten der Fußball-Europameisterschaft 2004 war. Die größten Erfolge der Mannschaft waren der Gewinn des Europapokals der Pokalsieger 1964 sowie der Einzug in das UEFA-Pokalfinale 2005 im eigenen Stadion. Sporting spielt seit Einführung der Primeira Liga im Jahr 1934 ununterbrochen in der ersten portugiesischen Liga und liegt in der ewigen Tabelle dieser Liga auf Platz drei. Die Löwen gewannen 20 nationale Meisterschaften und 17-mal den portugiesischen Pokal, womit sie zu den drei erfolgreichsten Vereinen Portugals zählen. Ihr traditioneller Lokalrivale ist Benfica Lissabon. Der Verein ist für die hervorragende Jugendarbeit bekannt, zu der Spieler wie die Ballon-d’Or-Gewinner Cristiano Ronaldo und Luís Figo oder auch João Moutinho, Paulo Futre oder Rui Patrício gehören. Bei der Fußball-Europameisterschaft 2016, bei der die Portugiesen Europameister wurden, kamen elf der 23 Spieler aus den Reihen von Sporting. Der teuerste Verkauf des Vereins für einen eigenen Jugendspieler beträgt 40 Millionen Euro im August 2016, als João Mário zu Inter Mailand wechselte.

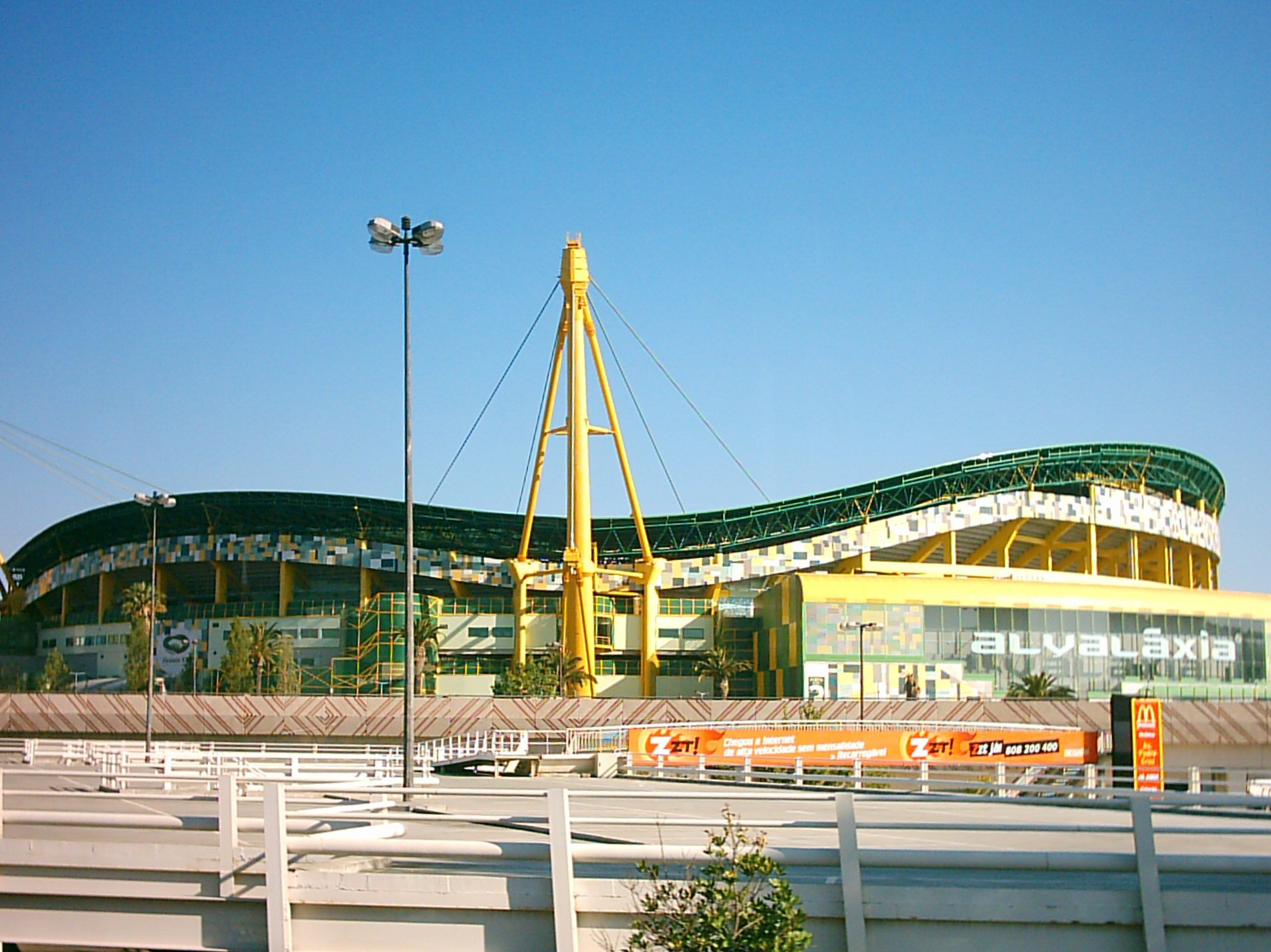
Außenansicht José-Alvalade-Stadion

Das wirtschaftliche Management der Profi-Fußballabteilung liegt in der Hand der börsennotierten Aktiengesellschaft Sporting Clube de Portugal Futebol SAD . Der umstrittene Geschäftsmann Álvaro Sobrinho ist mit 29,9 % größter Einzelaktionär.

1956 50. Jubiläum
2006 100. Jubiläum

Der Verein ist bekannt für seine ausgezeichnete Jugendarbeit auf dem Fußballsektor und brachte hier viele Top-Spieler der jüngeren Jahre hervor. Zu den international bereits berühmten gehören Paulo Futre, Luís Figo, Cristiano Ronaldo, Nani, João Moutinho, Ricardo Quaresma, Miguel Veloso und Simão. Sporting ist der einzige Verein der Welt, dessen Jugendarbeit mehr als einen Weltfußballer hervorgebracht hat: Figo und Ronaldo. Sporting hält auch den Rekord für den höchsten Sieg, der jemals bei einem Europacup-Spiel erreicht wurde. Im Jahre 1964 besiegte Sporting APOEL Nikosia aus Zypern mit 16:1. Im gleichen Match schoss der Spieler Mascarenhas sechs Tore und hält damit den Rekord der meisten in einem Spiel eines europäischen Wettbewerbs erzielten Treffer.
Das erste Fußballspiel von Sporting war am 3. Februar 1907 gegen Cruz Negra und ging mit 1:5 verloren. Im ersten Duell mit dem künftigen Dauerrivalen Sport Lisboa, einem Vorgängerverein von Benfica, gelang ein 2:1-Sieg. In der Saison 1907/1908 wurde der Verein regionaler Vizemeister. 1910, im Jahr als José Alvalade Vereinspräsident wurde, holte Sporting den Meistertitel im Tennis, Stabhochsprung, Kugelstoßen und Weitsprung.
Der Verein gewann 1912 und 1915 die Lissabon-Meisterschaft im Fußball und den portugiesischen Supercup „Cândido de Oliveira“ mit einem 3:1-Sieg über SL Benfica. In der Ära ab 1920 gewann Sporting seine erste Portugiesische Meisterschaft in einem Finale gegen den Verein Académica Coimbra.
In der Saison 2008/09 kam der Verein bis ins Champions-League-Achtelfinale, in dem der FC Bayern München Gegner war. Dort gab es zwei deutliche Niederlagen (0:5 im Heimspiel und 1:7 in München). 2011/12 drang Sporting Lissabon bis in das Halbfinale der Europa League vor, nachdem man zuvor in der Gruppenphase den ersten Platz vor Lazio Rom, FC Zürich und dem FC Vaslui belegte und danach den polnischen Vertreter Legia Warschau (Sechzehntelfinale), den Favoriten und späteren englischen Meister Manchester City (Achtelfinale) sowie den ukrainischen Klub Metalist Charkiw (Viertelfinale) eliminierte. Im Halbfinale schied Sporting trotz eines 2:1-Hinspielsieges knapp gegen Athletic Bilbao aus, wobei im Rückspiel die Verlängerung um drei Minuten verpasst wurde (Endstand: 1:3). Am 27. Januar 2018 gewann das Team zum ersten Mal den Taça da Liga genannten Ligapokal. Sporting setzte sich mit 5:4 im Elfmeterschießen gegen Vitória Setúbal durch. Durch die 1:2-Niederlage gegen CS Maritimo am letzten Spieltag der Saison 2017/18 verpasste Sporting die Champions-League-Qualifikation und muss in der nächsten Saison in der Europa League antreten. Dies führte in der darauffolgenden Woche dazu, dass etwa 50 Maskierte das Trainingsgelände von Sporting stürmten und unter anderem dem Spieler Bas Dost eine Kopfverletzung zufügten. Daraus resultierten große Unruhen innerhalb des Vereins, weshalb mehrere Spieler ihren Vertrag kündigten und den Verein verließen. Auch der Trainer Jorge Jesus quittierte seinen Dienst. Im November 2018 wurde Bruno de Carvalho vorübergehend festgenommen. De Carvalho war bis Juni 2018 Präsident von Sporting und soll aus Unmut über die verpasste Champions-League-Qualifikation den Angriff auf die Spieler durch eine Ultra-Gruppe befohlen haben.

### Kader 2024/25
Stand: 16. Juni 2025
| Nr.        | Nat.           | Name                | Geburtsdatum | im Verein seit |
| Tor        | Tor            | Tor                 | Tor          | Tor            |
| ---------- | -------------- | ------------------- | ------------ | -------------- |
| 01         | Uruguay        | Franco Israel       | 22.04.2000   | 2022           |
| 24         | Portugal       | Rui Silva           | 07.02.1994   | 2025           |
| 41         | Brasilien      | Diego Callai        | 18.07.2004   | 2015           |
| 51         | Portugal       | Diogo Pinto         | 18.06.2004   | 2017           |
| Abwehr     |                |                     |              |                |
| 02         | Brasilien      | Matheus Reis        | 18.02.1995   | 2021           |
| 03         | Niederlande    | Jeremiah St. Juste  | 19.10.1996   | 2022           |
| 06         | Belgien        | Zeno Debast         | 24.10.2003   | 2024           |
| 22         | Spanien        | Iván Fresneda       | 28.09.2004   | 2023           |
| 25         | Portugal       | Gonçalo Inácio      | 25.08.2001   | 2020           |
| 26         | Elfenbeinküste | Ousmane Diomandé    | 04.12.2003   | 2023           |
| 47         | Portugal       | Ricardo Esgaio      | 16.05.1993   | 2021           |
| 72         | Portugal       | Eduardo Quaresma    | 02.02.2002   | 2020           |
| Mittelfeld |                |                     |              |                |
| 05         | Japan          | Hidemasa Morita     | 10.05.1995   | 2022           |
| 08         | Portugal       | Pedro Gonçalves     | 28.06.1998   | 2020           |
| 23         | Portugal       | Daniel Bragança     | 27.05.1999   | 2020           |
| 42         | Danemark       | Morten Hjulmand     | 25.06.1999   | 2023           |
| 52         | Portugal       | João Simões         | 06.01.2007   | 2024           |
| 73         | Portugal       | Eduardo Felicíssimo | 08.01.2007   | 2025           |
| Sturm      |                |                     |              |                |
| 09         | Schweden       | Viktor Gyökeres     | 04.06.1998   | 2023           |
| 11         | Portugal       | Nuno Santos         | 13.02.1995   | 2020           |
| 17         | Portugal       | Francisco Trincão   | 29.12.1999   | 2022           |
| 19         | Danemark       | Conrad Harder       | 07.04.2005   | 2024           |
| 20         | Uruguay        | Maxi Araújo         | 15.02.2000   | 2024           |
| 21         | Mosambik       | Geny Catamo         | 09.11.1992   | 2021           |
| 30         | Brasilien      | Biel                | 01.04.2001   | 2025           |
| 57         | Portugal       | Geovany Quenda      | 30.04.2007   | 2019           |
| 86         | Portugal       | Rafael Nel          | 03.04.2005   | 2020           |
| 90         | Portugal       | Afonso Moreira      | 19.03.2005   | 2017           |

### Trainer
(unvollständig)
| Amtszeit  | Nat.                     | Trainer             |
| --------- | ------------------------ | ------------------- |
| 1916–1917 | Portugal                 | Francisco Stromp    |
| 1919–1922 | Schottland               | Charlie Bell        |
| 1922–1924 | Deutsches Reich          | Augusto Sabbo       |
| 1925–1926 | Ungarn 1918              | Julius Lelovtic     |
| 1926–1927 | Deutsches Reich          | Augusto Sabbo       |
| 1927–1928 | Portugal                 | Filipe dos Santos   |
| 1928–1930 | Schottland               | Charlie Bell        |
| 1930–1931 | Portugal                 | Filipe dos Santos   |
| 1931–1932 | England                  | Arthur John         |
| 1932–1934 | Ungarn 1918              | Rudolf Jeny         |
| 1934–1935 | Portugal                 | Filipe dos Santos   |
| 1935–1937 | Rumänien Fürstentum 1867 | Wilhelm Possak      |
| 1937–1944 | Ungarn 1918              | József Szabó        |
| 1945–1946 | Portugal                 | Cândido de Oliveira |
| 1946–1947 | England                  | Bob Kelly           |
| 1947–1949 | Portugal                 | Cândido de Oliveira |
| 1949–1950 | Ungarn 1949              | Sándor Peics        |
| 1950–1953 | England                  | Randolph Galloway   |
| 1953–1954 | Ungarn 1918              | József Szabó        |
| 1954–1956 | Argentinien Italien      | Alejandro Scopelli  |
| 1956–1957 | Argentinien              | Abel Picabéa        |
| 1957–1959 | Portugal                 | Enrique Fernández   |
| 1959–1960 | Portugal                 | Fernando Vaz        |
| 1959–1961 | Argentinien              | Alfredo González    |
| 1961      | Brasilien 1889           | Otto Glória         |
| 1961–1963 | Portugal                 | Juca                |
| 1963–1964 | Brasilien 1889           | Gentil Cardoso      |
| 1964      | Portugal                 | Anselmo Fernandez   |
| 1964      | Frankreich               | Jean Luciano        |

| Amtszeit  | Nat.                                           | Trainer            |
| --------- | ---------------------------------------------- | ------------------ |
| 1965      | Portugal                                       | Anselmo Fernandez  |
| 1965      | Portugal                                       | Armando Ferreira   |
| 1965–1966 | Brasilien 1889                                 | Otto Glória        |
| 1966–1967 | Spanien 1945                                   | Fernando Argila    |
| 1967      | Portugal                                       | Armando Ferreira   |
| 1967–1968 | Portugal                                       | Fernando Caiado    |
| 1968–1969 | Portugal                                       | Armando Ferreira   |
| 1969–1972 | Portugal                                       | Fernando Vaz       |
| 1972      | Portugal                                       | Mário Lino         |
| 1972–1973 | England                                        | Ronnie Allen       |
| 1973–1974 | Portugal                                       | Mário Lino         |
| 1974      | Argentinien                                    | Alfredo Di Stéfano |
| 1974–1975 | Chile                                          | Fernando Riera     |
| 1975–1976 | Portugal                                       | Juca               |
| 1976–1977 | England                                        | Jimmy Hagan        |
| 1978–1979 | Jugoslawien Sozialistische Föderative Republik | Milorad Pavić      |
| 1979–1980 | Portugal                                       | Fernando Mendes    |
| 1981–1982 | England                                        | Malcolm Allison    |
| 1982–1983 | Portugal                                       | António Oliveira   |
| 1983–1984 | Tschechoslowakei                               | Jozef Vengloš      |
| 1984–1985 | Wales                                          | John Toshack       |
| 1985–1987 | Portugal                                       | Manuel José        |
| 1987–1988 | England                                        | Keith Burkinshaw   |
| 1988      | Portugal                                       | António Morais     |
| 1988–1989 | Uruguay                                        | Pedro Rocha        |
| 1989      | Portugal                                       | Manuel José        |
| 1990–1992 | Portugal                                       | Marinho Peres      |
| 1992–1993 | England                                        | Bobby Robson       |
| 1993–1996 | Portugal                                       | Carlos Queiroz     |

| Amtszeit  | Nat.        | Trainer            |
| --------- | ----------- | ------------------ |
| 1996      | Portugal    | Octávio Machado    |
| 1996      | Belgien     | Robert Waseige     |
| 1996–1997 | Portugal    | Octávio Machado    |
| 1997      | Argentinien | Vicente Cantatore  |
| 1998      | Portugal    | Carlos Manuel      |
| 1998–1999 | Kroatien    | Mirko Jozić        |
| 1999      | Italien     | Giuseppe Materazzi |
| 1999–2000 | Portugal    | Augusto Inácio     |
| 2001      | Portugal    | Manuel Fernandes   |
| 2001–2003 | Ungarn      | László Bölöni      |
| 2003–2004 | Portugal    | Fernando Santos    |
| 2004–2005 | Portugal    | José Peseiro       |
| 2005–2009 | Portugal    | Paulo Bento        |
| 2009–2010 | Portugal    | Carlos Carvalhal   |
| 2010–2011 | Portugal    | Paulo Sérgio       |
| 2011      | Portugal    | José Couceiro      |
| 2011–2012 | Portugal    | Domingos Paciência |
| 2012      | Portugal    | Ricardo Sá Pinto   |
| 2012–2013 | Belgien     | Franky Vercauteren |
| 2013      | Portugal    | Jesualdo Ferreira  |
| 2013–2014 | Portugal    | Leonardo Jardim    |
| 2014–2015 | Portugal    | Marco Silva        |
| 2015–2018 | Portugal    | Jorge Jesus        |
| 2018      | Portugal    | José Peseiro       |
| 2018–2019 | Niederlande | Marcel Keizer      |
| 2019      | Portugal    | Leonel Pontes      |
| 2019–2020 | Portugal    | Jorge Silas        |
| 2020–2024 | Portugal    | Rúben Amorim       |
| 2024      | Portugal    | João Pereira       |
| 2024–     | Portugal    | Rui Borges         |

### Ehemalige Spieler
| Torhüter - Joaquim Carvalho - Vítor Damas - Timo Hildebrand - Tomislav Ivković - Rui Patrício - Ricardo - Peter Schmeichel | Abwehrspieler - Santiago Arias - Marco Aurélio - Alexandre Baptista - Beto - André Cruz - Merih Demiral - Eurico Gomes - Manuel Pedro Gomes - Augusto Inácio - Emiliano Insúa - Ruí Jorge - José Leal - João Morais - César Luís Prates - Hilário - Facundo Quiroga | Mittelfeldspieler - Krassimir Balakow - Pedro Barbosa - André Carrillo - William Carvalho - Oceano da Cruz - Luís Figo - Mustapha Hadji - Iwajlo Jordanow - Carlos Mané - João Mário - Manuel Marques - Fernando Mendes - João Moutinho - Nani - Ricardo Quaresma - Fábio Rochemback - Ronny - Adrien Silva - Simão - Paulo Sousa - Rodrigo Tello - Tinga - Miguel Veloso - Hugo Viana - Luís Vidigal | Stürmer - Alberto Acosta - Albano - Jorge Cadete - Jesus Correia - Bas Dost - Chico Faria - Ernesto Figueiredo - Mário Jardel - Ruí Jordão - Andrzej Juskowiak - Salif Keïta - João Lourenço - Mascarenhas - Marius Niculae - Matheus Pereira - Fernando Peyroteo - João Pinto - Cristiano Ronaldo - Ricardo Sá Pinto - Islam Slimani - José Travassos - Manuel Vasques - Héctor Yazalde |

### Erfolge
- Europapokalsieger der Pokalsieger: 1963/64
- Portugiesischer Meister: (21×) 1940/41, 1943/44, 1946/47, 1947/48, 1948/49, 1950/51, 1951/52, 1952/53, 1953/54, 1957/58, 1961/62, 1965/66, 1969/70, 1973/74, 1979/80, 1981/82, 1999/2000, 2001/02, 2020/21, 2023/24, 2024/25
- Portugiesischer Pokalsieger: (18×) 1940/41, 1944/45, 1945/46, 1947/48, 1953/54, 1962/63, 1970/71, 1972/73, 1973/74, 1977/78, 1981/82, 1994/95, 2001/02, 2006/07, 2007/08, 2014/15, 2018/19, 2024/25
- Portugiesischer Supercupsieger: (9×) 1982, 1987, 1995, 2000, 2002, 2007, 2008, 2015, 2021
- Portugiesischer Ligapokalsieger: (4×) 2017/18, 2018/19, 2020/21, 2021/22
- Portugiesische Copa da Honra: (29×) 1915, 1916, 1917, 1922, 1923, 1925, 1928, 1931, 1934, 1935, 1936, 1937, 1938, 1939, 1941, 1942, 1943, 1945, 1947, 1948, 1949, 1950, 1962, 1964, 1966, 1971, 1985, 1991, 1992
- Campeonato de Lisboa: (19×) 1915, 1919, 1922, 1923, 1925, 1928, 1931, 1934, 1935, 1936, 1937, 1938, 1939, 1941, 1942, 1943, 1945, 1947
- Intertoto-Cup: 1968
- Iberischer Pokalsieger: 2000
- UEFA-Pokal: Finalist 2004/05
- Coupe Latine: Finalist 1949

### Museum
Sporting Club de Portugal hat eine Ausstellung mit mehr als 16.000 Pokalen und Trophäen im Estádio José Alvalade XXI in Lissabon.

## Leichtathletik

### Erfolge
- Olympische Spiele (Los Angeles) – 1984
  - Carlos Lopes – Goldmedaille Marathon
- Hallenweltmeisterschaften (Lissabon) – 2001
  - Rui Silva – Goldmedaille 1500 m
- Weltmeisterschaften (Edmonton) – 2001
  - Carlos Calado – Bronzemedaille Weitsprung
- Olympische Spiele (Athen) – 2004
  - Francis Obikwelu – Silbermedaille 100 m

## Badminton
Im Badminton wurde Sporting 1958 und 1959 portugiesischer Mannschaftsmeister.

## Basketball
Die Basketballabteilung des Vereins wurde 1927 von Acácio Campos begründet. In Zeiten finanzieller Probleme des Gesamtvereins wurde sie 1995 aufgelöst, nachdem sich die Mitglieder des Vereins dafür aussprachen, lieber die Handballabteilung beizubehalten. Die Basketballer von Sporting gewannen zwischen 1954 und 1982 sieben Mal die Landesmeisterschaft sowie fünf Mal den Pokal.
Zu den bekannten Spieler zählt Mário Albuquerque, der sich beim Sporting Clube de Lourenço Marques seine ersten Sporen verdiente und sich 1974 dem Verein anschloss. Er wird vielfach als bester portugiesischer Basketballer aller Zeiten angesehen. Er erzielte zehn Mal hintereinander die meisten Punkte in der portugiesischen Meisterschaft. Rui Pinheiros, ebenfalls von Sporting Lourenço Marques, zählt auch zu den Vertretern der bis in die 1980er währenden Goldenen Ära der Sporting-Basketballer.
Unter den Trainern verdient unter anderen Adriano Baganha, Meistertrainer von 1981 und späterer Nationaltrainer, Beachtung.
Erfolge
- Portugiesischer Meister: 1954, 1956, 1960, 1976, 1978, 1981 und 1982
- Portugiesischer Pokalsieger: 1955, 1975, 1979, 1978, 1980

## Frauenfußball
Sporting gründete 1991 seine Sektion für Frauenfußball, die nach vier Jahren im August 1995 wieder geschlossen wurde. 2016 kehrte der Club in den Frauenfußball zurück und übernahm sofort die Dominanz in allen nationalen Wettbewerben, sowohl im Profi- wie Juniorinnenbereich.
Erfolge
- Portugiesischer Meister: 2017, 2018
- Portugiesischer Pokal: 2017, 2018
- Portugiesischer Superpokal: 2017

## Handball
Die Handballer waren nach einer dominanten Zeit bis Mitte der 1980er Jahre lange Zeit Rekordmeister mit 17 Titeln in der Halle, ehe der FC Porto sie 2013 mit dem 18. Erfolg überholte, zwölf Jahre nachdem Sporting den letzten Titel gewonnen hatte. Erst 2017 konnte Sporting wieder die Meisterschaft gewinnen, konnte dies dann aber in den Jahren 2018 und 2024 wiederholen. Mit 17 Siegen ist Sporting Rekordhalter des Pokalwettbewerbs. Im EHF Challenge Cup 2009/10 gelang der erste internationale Triumph einer portugiesischen Handballmannschaft überhaupt. Den EHF Challenge Cup 2016/17 konnte man erneut gewinnen.
Erfolge
- 3× Portugiesischer Meister (Feld): 1961, 1965, 1966
- 21× Portugiesischer Meister (Halle): 1952, 1956, 1961, 1966, 1967, 1969, 1970, 1971, 1972, 1973, 1978, 1979, 1980, 1981, 1984, 1986, 2001, 2017, 2018, 2024, 2025
- 18× Portugiesischer Pokalsieger der Männer: 1972, 1973, 1975, 1981, 1983, 1988, 1989, 1998, 2001, 2003, 2004, 2005, 2012, 2013, 2014, 2022, 2024, 2025
- 5× Portugiesischer Supercupsieger: 1998, 2002, 2013, 2023, 2024
- 2× EHF Challenge Cup: 2010, 2017

## Judo

### Erfolge
- Champions League: 2019[14][15]

## Rollhockey
Rollhockey wurde erstmals 1924 bei Sporting ins Programm aufgenommen und konnte sich nach einer Unterbrechung 1936 endgültig etablieren. Seither gelangen neben sieben Landesmeisterschaften und vier Pokalsiegen auch fünf Erfolge in europäischen Wettbewerben. Der bedeutendste Erfolg war der Sieg im Europapokal der Meister von 1977, wo Sporting in den Finalspielen CD Villanova aus Spanien mit 6:0 und 6:3 besiegte.
Erfolge
- Europapokal der Meister: 1977
- Europapokal der Pokalsieger: 1981, 1985, 1991
- CERS Cup: 1984
- Portugiesischer Meister: 1939, 1975, 1976, 1977, 1978, 1982, 1988
- Portugiesischer Pokalsieger: 1976, 1977, 1984, 1990

## Weitere bekannte Sportler
- Joaquim Agostinho, Radsport

## Filialvereine
Es existieren 187 offizielle Filialvereine Sporting Lissabons in Portugal und aller Welt (Stand: Dezember 2014). Neben den Filialvereinen in Portugal sind auch in früheren portugiesischen Kolonien Vereine entstanden, etwa in Afrika oder Asien. Beispielsweise ging der mosambikanische Rekordmeister CD Maxaquene aus dem Sporting Clube de Lourenço Marques hervor, dem Heimatverein Eusébios, während der Sporting Clube de Goa heute ein bedeutender Verein der indischen I-League ist. Auch haben portugiesische Auswanderer Filialvereine in aller Welt gegründet. In Deutschland etwa besteht mit dem Sporting Clube de Hamburgo seit 1979 ein Filialklub in Hamburg.
Beispiele für durch Sporting Lissabon inspirierte Vereine und offizielle Filialklubs
- Angola: Sporting Benguela, Sporting Luanda, Sporting Cabinda, Sporting do Bié, Sporting do Lubango
- Guinea-Bissau: Sporting Clube de Bissau, Sporting Clube de Bafatá
- Goa (Indien): Sporting Clube de Goa
- Kap Verde: Sporting Praia
- Luxemburg: Sporting Club Steinfort (2019 gelöst)
- Macau (China): Sporting Clube de Macau
- Namibia: Julinho Sporting FC
- Osttimor: Sporting Clube de Timor
- Portugal: SC Farense, SC Covilhã
- São Tomé und Príncipe: Sporting Clube da Praia Cruz, Sporting Clube do Príncipe